# Langiden
Langiden es un municipio perteneciente a  la provincia de El Abra en la Región Administrativa de La Cordillera (RAC) situada al norte de la  República de Filipinas y de la isla de Luzón, en su interior.

## Geografía
Tiene una extensión superficial de 116.29 km² y según el censo del 2007, contaba con una población de  3.242 habitantes, 3 170 el 1 de mayo de 2010

### Ubicación
| Noroeste: Magsingal   | Norte: San Juan | Noreste: Bangurd |
| Oeste: Bantay         |                 | Este: Bangued    |
| Suroeste: San Quintín | Sur: Pidigan    | Sureste: Bangued |

### Barangayes
Lagiden  se divide administrativamente en 5 barangayes, todos de carácter rural.
| Barangay             | Población (2007) | Población (2010) | Código (2012) |
| -------------------- | ---------------- | ---------------- | ------------- |
| Baac                 | 334              | 851              | 140112002     |
| Dalayap (Nalaas)     | 486              | 470              | 140112004     |
| Mabungtot            | 510              | 500              | 140112005     |
| Malapaao             | 657              | 707              | 140112006     |
| Langiden (Población) | 409              | 379              | 140112007     |
| Quillat              | 846              | 754              | 140112008     |

## Historia
El municipio de Langiden data del año 1818, su nombre deriva de la palabra indígena, tribu de los Tinguianos, Lag-Iten.